# Kemp, Oklahoma
Kemp är en ort i Bryan County, Oklahoma, USA.